# Vitaphone

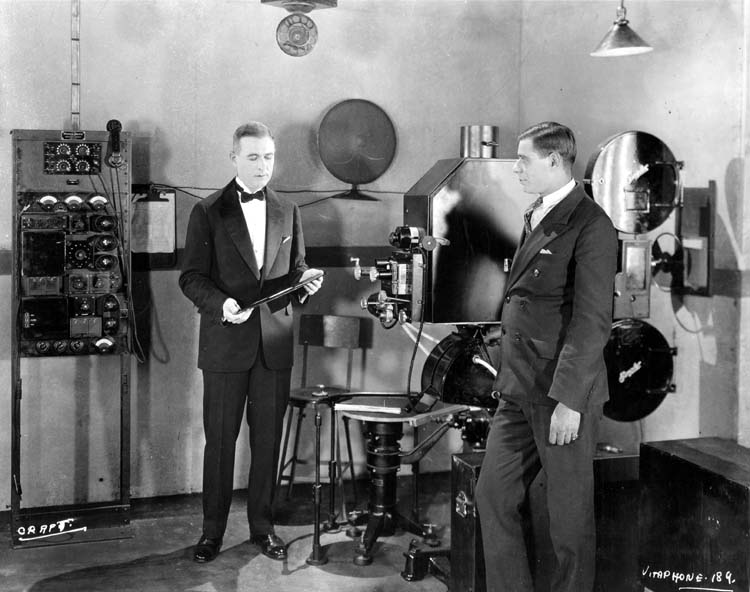
Imatge de dos treballadors de Vitaphone ensenyant els discos de gravació de so.

Vitaphone va ser una companyia dedicada al so en les pel·lícules, fundada el 1926 per Bell Telephone Laboratories i Western Electric i adquirida després per Warner Bros.
El procés que feia servir per posar la banda sonora a les pel·lícules consistia a gravar el so i la imatge per separat i després reproduir els discos amb la banda sonora sincronitzada amb la pel·lícula projectada. Moltes pel·lícules, com ara The Jazz Singer (1927) (primera pel·lícula considerada "sonora") i Don Juan (1926) van utilitzar aquest sistema per captar i reproduir el so als espectadors.
La conversió a aquest so sincronitzat va ocasionar seriosos problemes a la indústria del cinema. La gravació de so era difícil, totes les càmeres havien de gravar des de dins de cabines de vidre per tal de no captar so indesitjat, els estudis havien de construir escenaris especials aïllats del so, els cinemes havien d'implementar un costós nou equip i calia contractar guionistes que generessin molt més diàleg del que havia existit mai... A causa d'això, molts dels primers diàlegs van ser estàtics i sense moviments dels actors. Les imatges visuals servien, doncs, només com a acompanyament per a un diàleg interminable, efectes de so i números musicals (com es veuria als nombrosos musicals que començarien a sorgir a Hollywood).
Tanmateix, el sistema va aconseguir generar beneficis milionaris que multiplicaven diversos cops els generats pel cinema mut. Aquest augment de capital va captivar la indústria que va llançar-se de cap a l'aposta cap al cinema sonor, fet que va destruir en pocs anys un sistema d'actors que dominava el cinema mut i que no van aconseguir adaptar-se al cinema sonor (Charles Chaplin, Buster Keaton, Gloria Swanson...).
El sistema Vitaphone va ser descartat a la dècada dels 30 encara que Warner Bros va conservar la productora com subsidiària a la producció de curtmetratges. Amb aquest sistema la Warner ha realitzat gairebé 2.000 curts de tots els gèneres, especialment de Looney Tunes i Merrie Melodies. Durant els anys 40, Warner Bros haurà descartat completament el sistema.

## Història

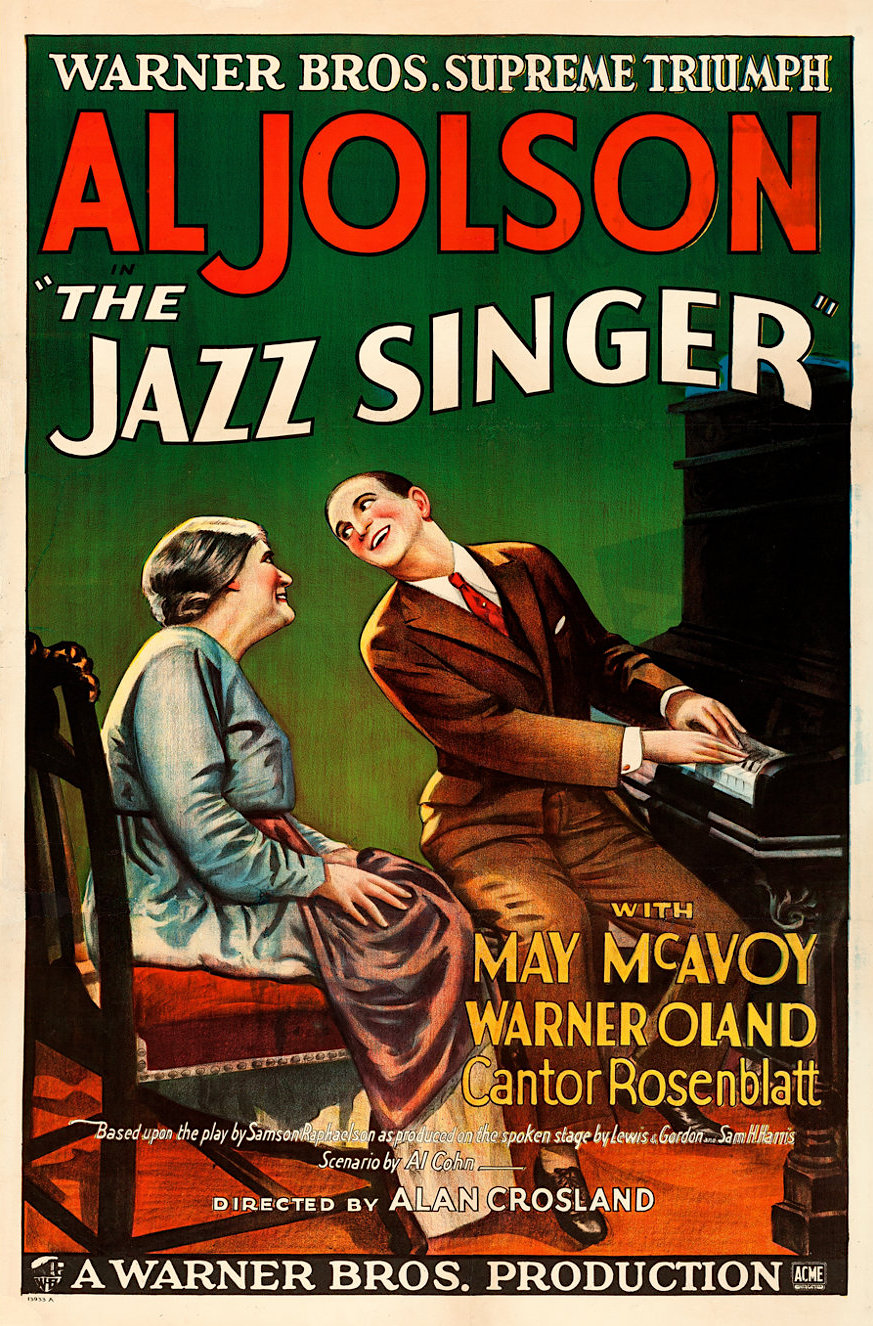
Pòster de The Jazz Singer (1927), pel·lícula concebuda com la primera pel·lícula sonora.

Vitaphone era un sistema "so-a-disc", un sistema desenvolupat per Bell Telephone Laboratories i Western Electric. El sistema fou adoptat al cinema dels anys 1920. Western Electric estava investigant com posar el so a les pel·lícules, i llavors va concebre la idea de crear el so en discos, amb l'ajut de la compra de sistema d'àudio de Lee De Forest el 1913, i el desenvolupament del micròfon de condensador el 1915. La companyia va decidir implementar el sistema de discos a les pel·lícules.
El negoci es va establir a la Western Electric Bell Laboratories a Brooklyn, Nova York, i va ser adquirida per Warner Bros a l'abril de 1925. Vitaphone es va presentar el 6 d'agost de 1926, llançant la seva primera estrena amb aquest sistema, Don Juan, protagonitzada per John Barrymore, amb música i efectes de so només (sense diàleg), acompanyat de diversos temes de la majoria d'estrelles d'òpera i dels intèrprets de música clàssica de l'època.
Don Juan va ser capaç de treure enormes sumes de diners a la taquilla, però no va ser suficient per cobrir el costós pressupost que Warner Bros va posar a la pel·lícula. A partir del fracàs d'aquest film, el cap de Paramount, Adolph Zukor, va oferir als propietaris de Vitaphone un acord perquè l'empresa seguís produint. Els propietaris es van negar a avançar amb l'ús de so en el futur en les pel·lícules de Warner, però al final van acceptar l'acord de Zukor. Llavors van tornar a implementar el sistema Vitaphone en una nova pel·lícula, basada en una obra de Broadway i protagonitzada per Al Jolson, The Jazz Singer, que va desbordar els ingressos a taquilla.
El director d'orquestra Henry Halstead és qui feu la primera pel·lícula de Hollywood utilitzant el sistema Vitaphone en els curts de Warner Brothers el 1927, entre ells Carnival Night in Paris (Nit de Carnaval a París), en el qual l'actor Lew Ayres va ser gravat tocant el baix. Les tres seleccions de música per a la producció Vitaphone són les següents: 
1. Volga Boatman,
2. At Sundown,
3. Rosy Cheeks.

La producció es realitza al mateix temps que mostren un gran grup de centenars de ballarins amb vestits en un ambient de Carnaval.

## Com treballava Vitaphone
Un equip de Vitaphone constava d'un projector, un amplificador i altaveus. Els projectors funcionaven amb normalitat i eren silenciosos. La seva mecànica era igual a la d'un tocadisc. Quan el projector es muntava, el projeccionista feia una marca al començament de la pel·lícula, i al mateix temps, alineava l'agulla del fonògraf al començament del disc.
A diferència de la velocitat de 78 revolucions per minut per a discos de fonògraf, en els discos Vitaphone es va exercir en 33-1/3 rpm per augmentar el temps de tocat perquè coincidís amb els 11 minuts de durada màxima d'un rotllo de pel·lícula. També, a diferència de la majoria de discos de fonògraf, l'agulla en Vitaphone era traslladada des de l'interior del disc cap a l'exterior.
El procés Vitaphone ha fet grans millores en els sons com:
- Amplificació, el sistema Vitaphone va ser un dels primers a utilitzar amplificació electrònica, utilitzant el tríode de Lee De Forest. Això va permetre que el so del fonògraf es fes sentir a una gran audiència en un volum còmode.
- Fidelitat, en els primers dies, Vitaphone havia superat en fidelitat de so a altres processos de pel·lícula, especialment en freqüències baixes.

Malgrat aquestes innovacions, el procés Vitaphone va perdre en la guerra dels processos de so de pel·lícula per moltes raons:
- Distribució, els enregistraments es desgasten després, d'aproximadament, 20 projeccions, i havien de ser reemplaçats. En fer el canvi, els danys i trencaments en les pel·lícules eren un perill constant.
- Sincronització, vitaphone ha tingut greus problemes de sincronització notòria. Si durant una projecció, l'agulla salta o la pel·lícula s'enganxa, es perd la sincronia entre imatge i so, i el projeccionista hauria de restaurar manualment. A més, si la pel·lícula està danyada i no ha estat reparada (com, per exemple, si es perdés un tros de pel·lícula), la relació entre la longitud del so i la pel·lícula podria perdre's i, per tant, causar una pèrdua de sincronització permanent. Els projectors Vitaphone tenien palanques especials per avançar i retardar la sincronització, però era necessària la contínua atenció de l'operador, i això era poc pràctic. El sistema d'alineació de les marques d'inici a la pel·lícula estava lluny de ser exacta.
- Edició, un fonògraf no podia ser editat físicament, i això limitava considerablement el potencial creatiu de les pel·lícules de Vitaphone.

Amb millores en la competència de procés de so en pel·lícules, i la imperfecta tècnica de Vitaphone, va portar al seu retirament a principis de 1930. Warner Bros va aturar la gravació directa a disc, i va passar la gravació del so en la mateixa pel·lícula. L'estudi Warner va haver d'admetre públicament que Vitaphone havia estat un fracàs.

## El projecte Vitaphone
Avui en dia hi ha un grup d'aficionats conegut com "El projecte Vitaphone" (Project Vitaphone), la missió és la de restablir a llarg termini les produccions de Vitaphone. Ells s'encarreguen de localitzar elements de la imatge i els seus corresponents discos Vitaphone, i produir-ne de nous en versions de 35 mm sincronitzades amb l'última tecnologia de so i vídeo. Fins ara, el projecte ha restaurat diverses dotzenes de curts de Vitaphone.
Tanmateix, és difícil adaptar-se a un sistema amb tantes dificultats i més amb la influència del so digital tan consolidat com està avui en dia.
Podeu visitar el projecte Vitaphone a http://www.vitaphoneproject.com/.